# Fenomenale Feminateek
De Fenomenale Feminateek van Louis Paul Boon is een verzameling van 22.400 foto's waarop naakte meisjes en vrouwen te zien zijn. De foto's zijn meestal erotisch getint.
De beelden werden door Boon zelf verzameld en naar eigen criteria gecatalogeerd van 1954 tot zijn overlijden in 1979. Hoewel er geen sporen zijn dat Boon zelf de intentie had ooit de collectie te publiceren, heeft hij wel over de opbouw van zijn collectie bericht in de tijdschriften Randstad (in 1961) en Partner (in 1969-1970) en in de krant Vooruit. In deze krant beschreef hij zijn beelden van beroemde vrouwen en starlets van die tijd als Europese Koninginnen en met Kronen van Karton.
In 2004 publiceerde Meulenhoff/Manteau een selectie van de Fenomenale Feminateek, samen met de door Boon opgestelde catalogus die de indeling van de beelden duidt en de teksten van de Europese Koninginnen met Kronen van Karton. Zijn collectie kwam in 2008 nogmaals in het nieuws toen een geplande tentoonstelling in het Antwerps FotoMuseum werd verboden door de bevoegde gedeputeerde van het Antwerps provinciebestuur. De aanleiding hiervoor was dat het artistiek gehalte van de collectie ondermaats zou zijn.